# Jaime Serra Puche
Jaime José Serra Puche (Ciudad de México, 11 de enero de 1955) es un académico, economista y político mexicano que ocupó los cargos de secretario de Comercio y Fomento Industrial, y de Hacienda y Crédito Público.

## Trayectoria
Jaime Serra Puche es licenciado en Ciencias Políticas y Administración Pública por la Universidad Nacional Autónoma de México, tiene una maestría en Economía en El Colegio de México y un doctorado en Economía en la Universidad de Yale. Fue ganador del Premio de Investigación de la Academia Mexicana de Ciencias en 1986.
La carrera de Jaime Serra Puche se ha desarrollado en las áreas económicas del gobierno y también ha sido miembro de consejos de administración de varias empresas nacionales y extranjeras, de 1986 a 1988 fue subsecretario de Hacienda y de 1988 a 1994 ocupó la Secretaría de Comercio y Fomento Industrial en el gabinete de Carlos Salinas de Gortari.
Como secretario de Comercio y Fomento Industrial fue el principal negociador por México del Tratado de Libre Comercio de América del Norte o NAFTA y fue el encargado de firmarlo en representación de México. En 1994 el presidente Ernesto Zedillo lo nombró secretario de Hacienda y Crédito Público, cargo en el que permaneció solo 28 días, pues ante la grave crisis económica que desató el llamado Error de diciembre presentó su renuncia y desde entonces no ha vuelto a ocupar cargo alguno en el gobierno mexicano.
Es consejero propietario del Grupo Modelo, presidente del Consejo de Administración de BBVA México. y presidente de SAI Consultores, S.C., empresa mexicana de consultoría en temas de competencia económica, derecho corporativo, comercio internacional, inversión, financiamiento y resolución de controversias.
El 18 de junio de 2018, BBVA Bancomer anunció que Serra Puche sería el presidente del consejo de administración del grupo financiero, en sustitución de Luis Robles Miaja a partir de octubre de 2018.